# Terminolog
Terminolog – specjalista w dziedzinie zarządzania terminologią, czyli tworzenia uporządkowanego zasobu terminów (słów oraz zwrotów) używanych w danej dziedzinie działalności lub organizacji. Praca terminologiczna obejmuje najczęściej, choć nie zawsze, dopasowanie zasobu terminologicznego w jednym języku do analogicznego zasobu w innym lub innych językach.

## Terminolog a leksykograf
Terminolog wykonujący praktyczną pracę nad uporządkowaniem danego obszaru terminologii w formie słownika terminologicznego lub glosariusza bywa nazywany terminografem. Podstawowa różnica między terminografem i leksykografem polega na tym, że terminograf opisuje ściśle określony zasób terminów fachowych (w przeważającej części rzeczowników, czasowników i przymiotników), a nie cały zasób leksykalny danego języka, co jest celem leksykografa. Druga różnica to fakt, że terminologia ma zwykle wymiar preskryptywny (normatywny), natomiast leksykografia reprezentuje podejście deskryptywne (opisowe) do języka. Trzecia ważna różnica wynika z kierunku pracy obu specjalistów. Terminograf wychodzi od abstrakcyjnego pojęcia, do którego stara się dopasować najwłaściwszy i jednoznaczny termin o precyzyjnie zdefiniowanym znaczeniu (podejście onomazjologiczne). Leksykograf z kolei kieruje swoje zainteresowanie na realnie istniejące w języku słowa, których różnych znaczeń stara się następnie dociec (podejście semazjologiczne) i jak najlepiej je opisać.

## Terminolog jako zawód
Terminolog pracuje zwykle jako osoba wspierająca większy zespół tłumaczy pisemnych lub ustnych, by odciążyć ich od żmudnych poszukiwań terminologicznych oraz zapewnić im łatwy dostęp do wypracowanych już ekwiwalentów zebranych np. w formie tematycznych glosariuszy i baz terminologicznych. Najczęściej stanowisko terminologa tworzone jest w dużych agencjach tłumaczeń oraz organizacjach międzynarodowych prowadzących działalność w dwóch lub większej liczbie języków, gdzie konsekwentna polityka językowa organizacji staje się koniecznością. Coraz częściej jednak nawet prywatne firmy zaczynają doceniać spójną politykę językową jako ważną wartość korporacyjną.
W dobie globalizacji i unifikacji rośnie popyt na profesjonalne zarządzanie terminologią poszczególnych dziedzin z wykorzystaniem metod taksonomicznych, czego dowodzą na przykład liczne inicjatywy normalizacyjne czy tworzenie międzynarodowych i wielojęzycznych klasyfikacji np. gospodarczych lub medycznych.
Obecnie terminolog korzysta w znacznym stopniu z elektronicznych baz danych zwykle współpracujących lub zintegrowanych z oprogramowaniem typu CAT oraz innym oprogramowaniem wykorzystywanym w danej organizacji (np. do tworzenia specyfikacji technicznej, instrukcji obsługi czy materiałów marketingowych), co pozwala na uzyskanie spójności terminologicznej na wszystkich etapach tworzenia produktu finalnego.
Oprócz zawodowych terminologów ich zadania, w zakresie swoich specjalności i głównie na własny użytek, wykonują często również naukowcy i przedstawiciele poszczególnych grup zawodowych. Przykładem może być działająca w latach 50. i 60. XX wieku Centralna Komisja Słownictwa Elektrycznego Stowarzyszenia Elektryków Polskich. Efektem jej pracy było uporządkowanie słownictwa elektrycznego w Polsce oraz opublikowanie wielu słowników i artykułów naukowych z tego zakresu. Ubocznym efektem pracy tej komisji było sformułowanie przez M. Mazura czternaście zasad terminologii technicznej, których znaczenie wykracza poza tę dziedzinę.